# Bitwa przy moście Mulwijskim
Bitwa przy moście Mulwijskim – bitwa stoczona 28 października 312 roku przy moście Mulwijskim na Via Flaminia, na północ od ówczesnego Rzymu, w której Konstantyn I Wielki pokonał Maksencjusza.

## Kontekst historyczny
Po śmierci Galeriusza w roku 311, o przejęcie całkowitej władzy nad cesarstwem rzymskim ubiegać zaczęło się 4 cesarzy rzymskich: Konstantyn I Wielki, Maksencjusz (306–312), Maksymin Daja (308-313) i Licyniusz (308–324). Konstantyn w tym czasie panował w Galii i Brytanii. Maksencjusz, podobnie jak Konstantyn syn cesarza, swoich praw dziedzicznych nie zamierzał regulować w drodze układów i starał się doprowadzić do konfrontacji zbrojnej. W roku 311 Konstantyn na czele 40 tysięcy żołnierzy wkroczył do Italii. Maksencjusz na czele gwardii pretoriańskiej i licznych oddziałów wojska oczekiwał go u stóp Apeninów.

## Przebieg
Bitwa miała miejsce dnia 28 października 312 przy moście Mulwijskim, wówczas o godzinę drogi na północ od Rzymu. Czołowe oddziały armii Konstantyna ścigały cofającego się przeciwnika od zdobytej Werony. Składały się one m.in. z mauretańskich łuczników i germańskiej konnicy. Gdy Maksencjusz dotarł nad brzeg Tybru okazało się, że kamienny most Mulwijski został częściowo zburzony. W sytuacji, gdy siły przeciwnika napierały coraz silniej, kazał zbudować most pontonowy na łodziach, ale wycofujące się oddziały ogarnęła panika. Most nie wytrzymał natłoku uciekających i pękł.
W tej sytuacji bitwa zakończyła się zwycięstwem wojsk Konstantyna nad dwukrotnie liczniejszymi siłami Maksencjusza, który (jak wielu jego żołnierzy) utonął w Tybrze. Po tym zwycięstwie Konstantyn stał się samodzielnym władcą cesarstwa na zachodzie i już następnego dnia triumfalnie wkroczył do Rzymu.

## Wizja Konstantyna

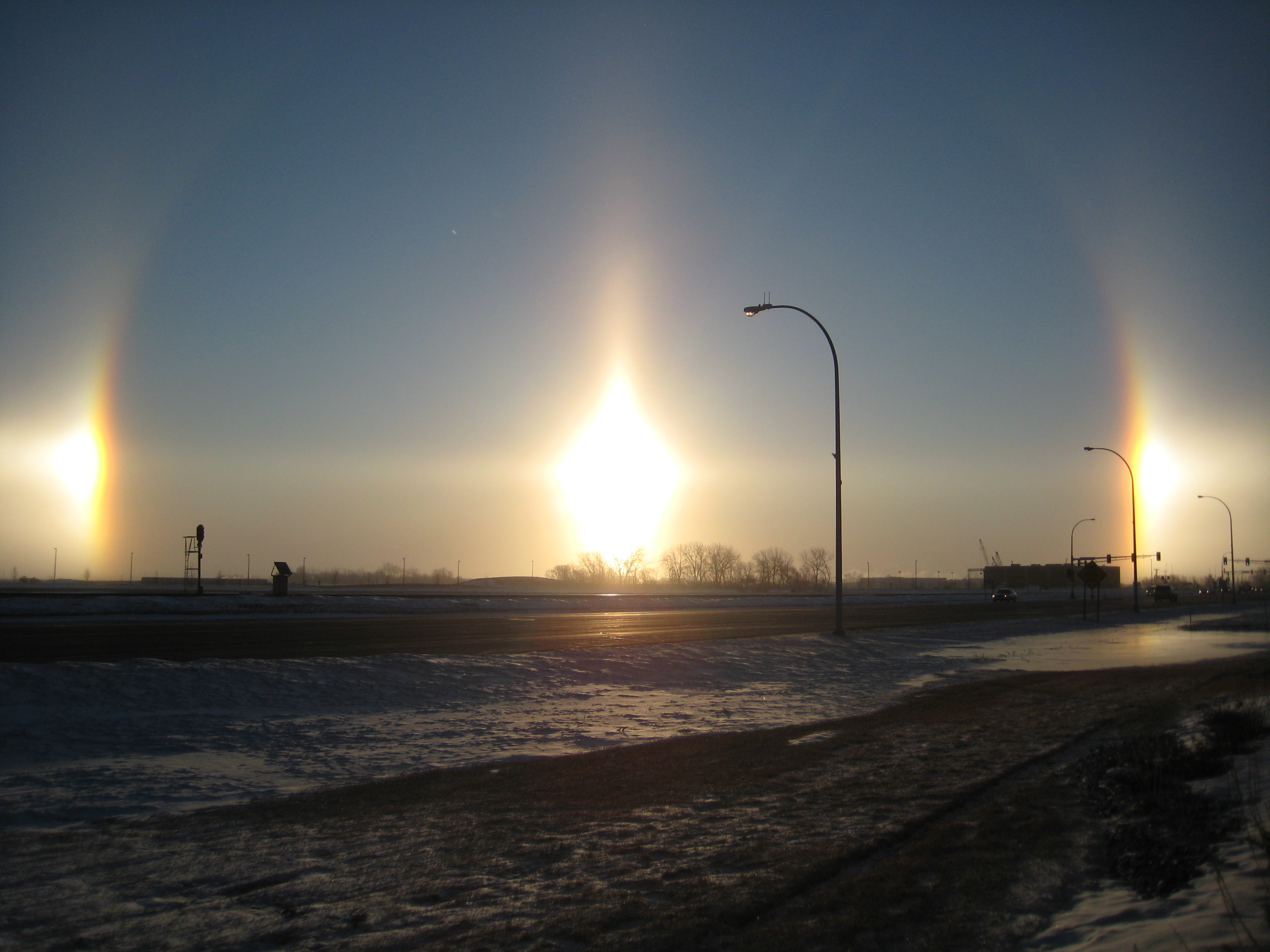
Słońce poboczne – zjawisko fizyczne, które mógł ujrzeć Konstantyn.

Z opisem bitwy związany jest tzw. cud Konstantyna. Dla Euzebiusza z Cezarei (HE 9.9.1-9) znakiem pomocy jego Boga dla Konstantyna było zerwanie się mostu i śmierć Maksencjusza. Autor porównuje do zagłady wojsk faraona. Euzebiusz z Cezarei nic nie wie o żadnych cudownych znakach na niebie. Także drugie chrześcijańskie źródło z czasów Konstantyna I, czyli De Mortibus Persecutorum Laktancjusza, nie opisuje żadnego cudu. Według Laktancjusza Konstantyn we śnie (in quiete) został upomniany, by niebieski znak na niebie (caeleste signum dei) wypisał na tarczach i stoczył bitwę (Lactantius De Mort. Pers. 44, 5). Najstarszy opis cudu związanego z bitwą koło mostu Mulwijskiego zawiera Vita Constantini. Według autora tego dzieła (przypisanego Euzebiuszowi z Cezarei, ale najprawdopodobniej ukończonemu przez jego ucznia Akacjusza) Konstantyn I podczas modlitwy zobaczył znak "w godzinach popołudniowych, kiedy słońce zaczynało się skłaniać ku zachodowi, zobaczył na własne oczy znak tryumfalny w postaci krzyża ze światła na niebie powyżej słońca i był umieszczony napis mówiący: "Pod tym znakiem zwyciężysz" (łac. In hoc signo vinces). Na ten widok zdumienie ogarnęło i jego i całe wojsko, które szło za nim w tej ekspedycji i stało się naocznym świadkiem cudu" (Eus. VC 1.28). Wizja pochodząca z VC wyparła wcześniejszą ze snem Konstantyna I. Obecna jest ona u Philostorgiosa (HE 1.6), Sokratesa Scholastyka (HE 1. 2) czy Sozomenosa (HE 1.3). Oczywiście poganie nic nie wiedzieli o żadnym cudownym znaku. Zosimos opisując bitwę przy moście Mulwijskim, wspomina o badaniu przez Maksencjusza ksiąg sybillińskich, którą ten źle zinterpretował (Zos. HN 2. 15.1). Kiedy Zosimos opisuje nawrócenie Konstantyna, to datuje je zupełnie inaczej. Pisze on: "Podejrzewał syna Kryspusa podniesionego, jak powiedziałem wcześniej, do godności cezara, o powiązania z jego macochą Faustą. Zgładził go, nie zważając na żadne prawa natury. Helena matka Konstantyna była oburzona z powodu tak wielkiego okrucieństwa i trudno było jej pogodzić się z zamordowaniem młodzieńca. Konstantyn, niby mając zamiar ją pocieszyć, uleczył zło jeszcze większym złem. Rozkazał nagrzać łaźnię do temperatury wyższej niż zwykle, umieścił w niej Faustę i kazał wynieść ją dopiero po śmierci. Zdając sobie sprawę, zwłaszcza z lekceważenia przysiąg, udał się do kapłanów prosząc o ofiary oczyszczające za swoje występki. Oni zaś odpowiedzieli, że nie istnieje sposób oczyszczenia, który by zdołał zgładzić tak ciężkie przewinienia. Przybył wtedy jakiś Egipcjanin z Hiszpanii i zawarł znajomość z kobietami z dworu cesarskiego. Spotkał Konstantyna i zapewnił, że wiara chrześcijan gładzi każde przewinienie oraz obiecuje, że jeśli niewierzący nawrócą się na nią, natychmiast zostaną oczyszczeni z każdej winy" (Zos. HN 2. 292-3). O ile Konstantyn I miał na sumieniu wielu swoich krewnych (kazał stracić syna, żonę, teścia, szwagra, siostrzeńca), to Zosimos nie ma o tyle racji, że nawrócenie cesarza miało miejsce przed egzekucją syna i doprowadzeniem do zgonu żony. Niemniej nawrócenie Konstantyna I na chrześcijaństwo nie było efektem żadnych cudownych znaków, a sam opis cudu ewoluował od wizji sennej do znaku na niebie.
Konstantyn jako pierwszy cesarz przeszedł na chrześcijaństwo. Zakończył politykę prześladowań chrześcijan i w 313 wydał edykt mediolański, proklamując swobodę wyznawania tej religii.